# Береника I
Береника I (др.-греч. Βερενίκη) — македонская аристократка, жена правителя Египта Птолемея I Сотера.
Береника прибыла в Египет в кортеже своей родственницы Эвридики, которую должны были выдать замуж за Птолемея. На тот момент она была молодой вдовой с несколькими детьми. Вскоре Береника стала любовницей, а затем и официальной женой Птолемея, царицей Египта. Она использовала своё влияние для обеспечения карьеры детей. Именно её сын, при наличии старших законных детей Птолемея, стал соправителем отца, а затем и царём Египта. Во время правления Птолемеев существовал культ Береники.

## Биография
Береника родилась в 340-х годах до н. э. в семье македонского аристократа из Эордеи Магаса. Мать Береники Антигона была дочерью Кассандра, брата военачальника Антипатра, который после смерти Александра Македонского в 323 году до н. э. стал реальным правителем Македонии.
Около 325 года до н. э. Беренику выдали замуж за Филиппа. В этом браке у неё родились дочь Антигона и сын Магас. Возможно, по одной из версий, в этом браке также родилась Феоксена. Древнегреческий историк II века Павсаний писал, что Филипп хоть и был македонянином, но являлся человеком незнатным из простого народа. Косвенно о низком происхождении Филиппа свидетельствуют имена детей Береники. По традиции, первенцев называли в честь более значимых деда и бабки. Детей Береники назвали в честь её родителей, а не родителей Филиппа. К. Беннет сомневался в достоверности фрагмента Павсания. Он отмечал, что супруг племянницы Антипатра должен был обладать высоким социальным статусом. Одновременно историк подчёркивал отсутствие возможности опровергнуть утверждение на основании источниковой базы.
Предположительно к 319 году до н. э. Береника овдовела. В этом году она сопровождала свою двоюродную тётку, дочь Антипатра Эвридику, в Египет. Там Эвридика должна была выйти замуж за правителя страны Птолемея, что ознаменовало бы заключение союза между Македонией и Египтом. В Александрии Береника стала любовницей Птолемея. По одной из версий, Птолемей начал изменять своей новой супруге после смерти её влиятельного отца, регента Македонской империи, Антипатра в том же 319 году до н. э. Береника около 316 года до н. э. родила дочь Арсиною и в 308 году до н. э. сына Птолемея. Будущий наследник престола появился на свет на острове Кос в Эгейском море во время одной из военных кампаний Птолемея. Также от союза Береники и Птолемея родилась дочь Филотера (дата рождения неизвестна).
Историкам достоверно неизвестно когда Береника стала полноправной супругой Птолемея и даже сам факт замужества между может вызывать определённые сомнения. Ф. Сандбергер предположил, что свадьба состоялась в 317/316 году до н. э., а в промежутке между 294 и 290 годами до н. э. её статус был повышен до царицы (др.-греч. βασίλισσα). У. Тарн, напротив, считал, что Береника была длительное время любовницей Птолемея, на которой он женился незадолго до своей смерти. К. Ю. Белох отмечал, что правители того времени брали в поход любовниц, но не жён. Тот факт, что Береника родила сына на острове Кос во время военной кампании, по мнению историка, свидетельствует о том, что в это время она ещё не была замужем за Птолемеем. Г. Макурди сочла данный аргумент слабым, приведя примеры присутствия знатных македонянок и египетских цариц на полях сражений. Историк подчёркивала, что в 300/299 году до н. э. влиятельный диадох Лисимах женился на дочери Береники Арсиное. Вряд ли он предпочёл бы своей прежней любимой супруге Амастриде незаконнорожденную дочь Береники и Птолемея. Э. Бивен отмечает, что египетские фараоны из династии Птолемеев были моногамны, в то время как македоняне — полигамны. Поэтому нельзя исключать, что Птолемей последовал родной македонской традиции и одновременно имел двух жён — Эвридику и Беренику. О наличии у Птолемея нескольких супруг писал Плутарх, подчёркивая, что Береника была наиболее влиятельной из них: «[ Пирр ] особенно старался угодить Беренике, так как видел, что она, превосходя остальных жен Птолемея добродетелью и разумом, пользуется у царя наибольшим влиянием». Если брак с дочерью, а затем сестрой правителя Македонии Эвридикой носил династический характер, то женитьба на Беренике была по любви.
Предположительно, Птолемей, от лица царской семьи, предоставил на CXXIV Олимпиаду 284 года до н. э. колесницу, которая пришла первой к финишу. Тем самым царица Египта стала олимпиоником, что в описываемое время было очень почётно.
Дата смерти Береники неизвестна. У. Вилькен считал, что она умерла до того как наступила смерть Птолемея в 283/282 году до н. э. Этот вывод историк обосновывал отсутствием упоминаний Береники после смерти супруга. М. и Б. Лайтман, напротив, считали, что Береника умерла между 281 и 271 годами до н. э.; О. А. Джарман — в 279 году до н. э.

## Память
Всюду меж женщин разумных известна была Береника.

Всех превзошедшая их, для родителей — счастье большое.

Чадо богини Дионы, владычица мощного Кипра,

Груди ее благовонной рукой своей нежной коснулась.

И ни одна, говорят, средь женщин не нравилась мужу

Так, насколько супруга любима была Птолемеем.

Но и ему отвечала она еще большей любовью.

...

Всех превзошедшая ты красотой, Афродита царица,

Ты ей защитой была. Не дала Беренике прекрасной

Ты Ахеронт перейти, где печальные слышатся стоны,

Раньше ее ты, похитив, спасла, чем пред черной ладьею

И пред угрюмым предстала она перевозчиком мертвых.

В храм ты ее вознесла й славою с ней поделилась.
О влиянии Береники свидетельствует факт её обожествления вместе с супругом в Египте и титул «Спасительницы». Соответствующие почести Беренике оказывали при её сыне Птолемее II. Во время его правления начали чеканить монеты с двойным изображением Птолемея I и Береники, выпуски которых были продолжены и при других Птолемеях. Также были организованы ежегодные торжества «Птолемейи» в честь «богов-спасителей» (др.-греч. Θεοι σοτήρες) и основателей династии. В честь Береники Пирр назвал город в Эпире, а Птолемей II — город на Красном море Беренис, в Александрии в её честь построили храм, а также назвали одну из пяти городских фил. Афиней упоминал торжественные процессии в честь Птолемея и Береники, на которых несли их золотые статуи. Также античный автор описал богатую и шикарно украшенную гробницу Береники.
Впоследствии Беренику пытались представить единокровной сестрой Птолемея, а её мать Антигону — женой Лага. Таким образом Птолемеи стремились обосновать закрепившуюся в их роде традицию близкородственных браков между братьями и сёстрами, возведя её к основателям династии. Это мнение о тождественности Магаса и Лага отображено в одном из схолиев к XVII идиллии Феокрита, однако оно не находит признания у современных историков.

## Оценки
Влияние Береники определялось не её официальной должностью, а близостью к Птолемею. Предположительно, она обладала особыми шармом, красотой и умом, что всесильный правитель Египта предпочёл вдову с несколькими детьми другим женщинам. Своё влияние Береника использовала, в частности, в пользу своих детей. Её сын от первого брака Магас стал правителем Кирены, дочь Антигону выдали замуж за царя Эпира Пирра, Феоксену — царя Сиракуз Агафокла. Дочь Береники от Птолемея стала вначале женой влиятельного диадоха Лисимаха, а впоследствии царицей Египта. Назначение сына Береники соправителем Птолемея, при наличии старших законных сыновей также связывают с её влиянием на супруга.

### Исследования
- Джарман О. А. Некоторые аспекты культа правителя в эллинистическом культурном обществе // Христианское чтение. — 2013. — № 3. — С. 165—234. — ISSN 1814-5574.
- Серова М. Ю. К вопросу о полисном устройстве Александрии египетской // Вестник Санкт-Петербургского университета. История. — 2005. — № 2. — С. 44—49. — ISSN 1812-9323.
- Юрин А. И. Птолемей Керавн в исторической традиции и современной историографии // Вестник Санкт-Петербургского университета. История. — 2011. — № 1. — С. 115—121. — ISSN 1812-9323.
- Bennet C. Arsinoe and Berenice at the Olympics (англ.) // Zeitschrift für Papyrologie und Epigraphik. — Dr. Rudolf Habelt GmbH, 2005. — Vol. 154. — P. 91—96. — JSTOR 20190990.
- Bevan E. R.[англ.]. Chapter II. Ptolemy I (Soter) // The House of Ptolemy. A History of Hellenistic Egypt under the Ptolemaic Dynasty (англ.). — London: Methuen&Co. Ltd., 1927. — P. 18—55.
- Carney E. D. Arsinoe of Egypt and Macedon: A Royal Life (англ.). — New York: Oxford University Press, 2013. — ISBN 978-0-19-536551-1.
- Geyer F[нем.]. Magas 1 // Paulys Realencyclopädie der classischen Altertumswissenschaft :  [нем.] / Georg Wissowa. — Stuttgart : J. B. Metzler’sche Verlagsbuchhandlung, 1928. — Bd. XIV, 1. — Kol. 292—293.
- Heckel W. Who's Who in the Age of Alexander and his Successors. From Chaironea to Ipsos (338—301 BC) (англ.). — Barnsley: Greenhill Books, 2021. — 554 p. — ISBN 978-1-78438-648-1.
- Lightman M., Lightman B. Berenice I // A to Z of Ancient Greek and Roman Women (англ.). — Revised edition. — New York: Facts on File, Inc, 2008. — ISBN 0-8160-6710-4.
- Macurdy G. H.[англ.]. Hellenistic queens : a study of woman-power in Macedonia, Seleucid, Syria, and Ptolemaic Egypt (англ.) / edited by David M. Robinson. — Westport, Connecticut: Greenwood Press, Publishers, 1975. — (The Johns Hopkins University Studies in Archaeology No. 14). — ISBN 0-8371-8271-9.
- Wilcken U. Berenike 9 // Paulys Realencyclopädie der classischen Altertumswissenschaft :  [нем.] / Georg Wissowa. — Stuttgart : J. B. Metzler’sche Verlagsbuchhandlung, 1897. — Bd. III, 1. — Kol. 282—283.